# 구획 C

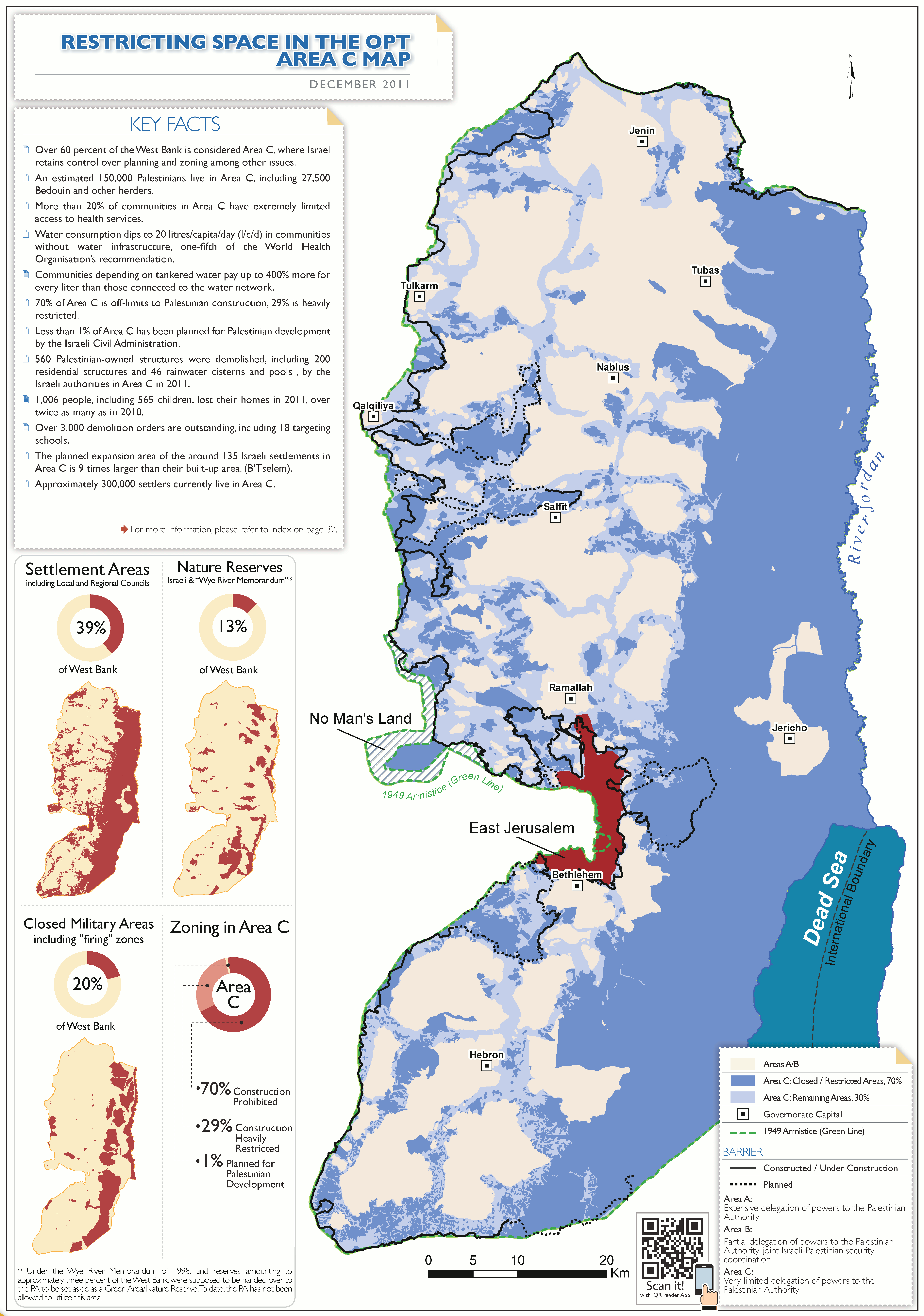
구획 C는 파란색과 옅은 파란색으로, 동예루살렘은 빨간색으로 표시한 지도.

구획 C(영어: Area C, 히브리어: שטח C, 아랍어: منطقة ج)는 서안 지구에서 이스라엘이 완전히 통치하는 영토로, 동예루살렘을 제외한 이스라엘 정착촌 전체가 포함되어 있으며, 구획 A나 구획 B(팔레스타인 위요지)가 아닌 영토로 정의되기 때문에, 서안 지구에서 유일하게 연속적인 영토이다. 서안 지구 전체에서 구획 C가 차지하는 면적은 약 61%이다. 구획 C는 1995년 제2차 오슬로 협정에 따라 '점진적으로 팔레스타인의 관할로 옮길 지역'으로서 만들어졌으나, 현재까지도 관할 변경은 일어나지 않았다.:vii 서안 지구에서의 대규모 개발 계획은 거의 전부 구획 C에서 진행되며, 팔레스타인 농경지 대부분이 속해 있기도 하다.
동예루살렘을 제외한 구획 C와, 1967년부터 점령 상태에 있는 구획 B에는 이스라엘 정착민 40만 명 가량과 팔레스타인인 30만 명 가량이 살고 있다. 구획 C에 사는 이스라엘인은 유대 사마리아 지역으로서 관리하며, 팔레스타인인은 이스라엘의 영토 내 정부 활동 조정관의 통치를 받는다. 팔레스타인 자치 정부는 구획 C에 사는 팔레스타인인의 의학 및 교육 서비스를 제공하며, 기반 시설 건설은 이스라엘이 감독하고 있다.
이스라엘이 서안 지구를 점령하고 있다는 통념에 따라, 국제 사회는 점령지에서의 정착촌 건설은 국제법 위반이라고 보며, 특히 유엔은 정착촌 건설이 제4 제네바 협약 위반이라는 견해를 지속적으로 피력하였으나, 이스라엘은 이에 대해 문제 없다는 입장을 고수하고 있다.

## 역사
1967년 제3차 중동 전쟁에서 이스라엘이 점령한 영토에는 민간 행정을 위해 이스라엘 군정청이 설치되었으며, 1981년에는 이스라엘 민정청으로 변경되었다. 민정청은 공식적으로는 군 및 신베트와 독립적이었으나, 실질적으로는 종속 관계였다.:133:108 민정청은 이스라엘 국방부의 부대인 영토 내 정부 활동 조정관 소속이었다.
1994년 민정청은 행정 사무 일부를 팔레스타인 자치 정부에게 이관하였으며, 통행 허가증 발급을 주요 사무로 삼고 있다. 2005년 이스라엘이 가자 지구에서 철수한 후, 민정청은 서안 지구만 관할하고 있다.

## 오슬로 협정
제2차 오슬로 협정에서는 서안 지구를 세 구획(A, B, C)으로 나누었으며, 최종적인 합의가 이루어지기 전까지 팔레스타인 자치 정부를 통한 팔레스타인인의 자치 허용 정도를 구분하는 임시적인 행정 구분이었다.
구획 A와 구획 B는 협정 체결 시 팔레스타인 인구 중심지를 따라, 팔레스타인인만 포함되도록 설정되었다. 구획 C는 구획 A나 구획 B에 해당하지 않는 영역으로 정의되었으며, 협정에서는 "점진적으로 팔레스타인의 관할로 옮길 지역"으로 기술하였다.:8 서안 지구 전체에서 구획 A와 구획 B가 차지하는 면적은 각각 18%, 22%이며, 둘을 합쳐 팔레스타인인 280만 명이 거주하고 있다.
1995년을 기준으로 한, 초기의 구획 C 토지 비율은 서안 지구 전체의 72~74%였으며, 1998년 와이리버 협정을 통해 구획 C의 토지 중 13%를 구획 B로 이관하여, 공식적으로는 61%로 감소하였지만, 이스라엘이 실제로 철수한 토지는 2%밖에 되지 않으며, 방호벽 작전 기간 철수한 토지를 전부 재점령하였다. 2013년 기준, 구획 C는 공식적으로 서안 지구 전체 면적의 61%를 차지하며, 동예루살렘, 무인지대, 사해 등을 포함하는지의 여부에 따라 일부 차이를 보인다.

## 이스라엘 정착촌

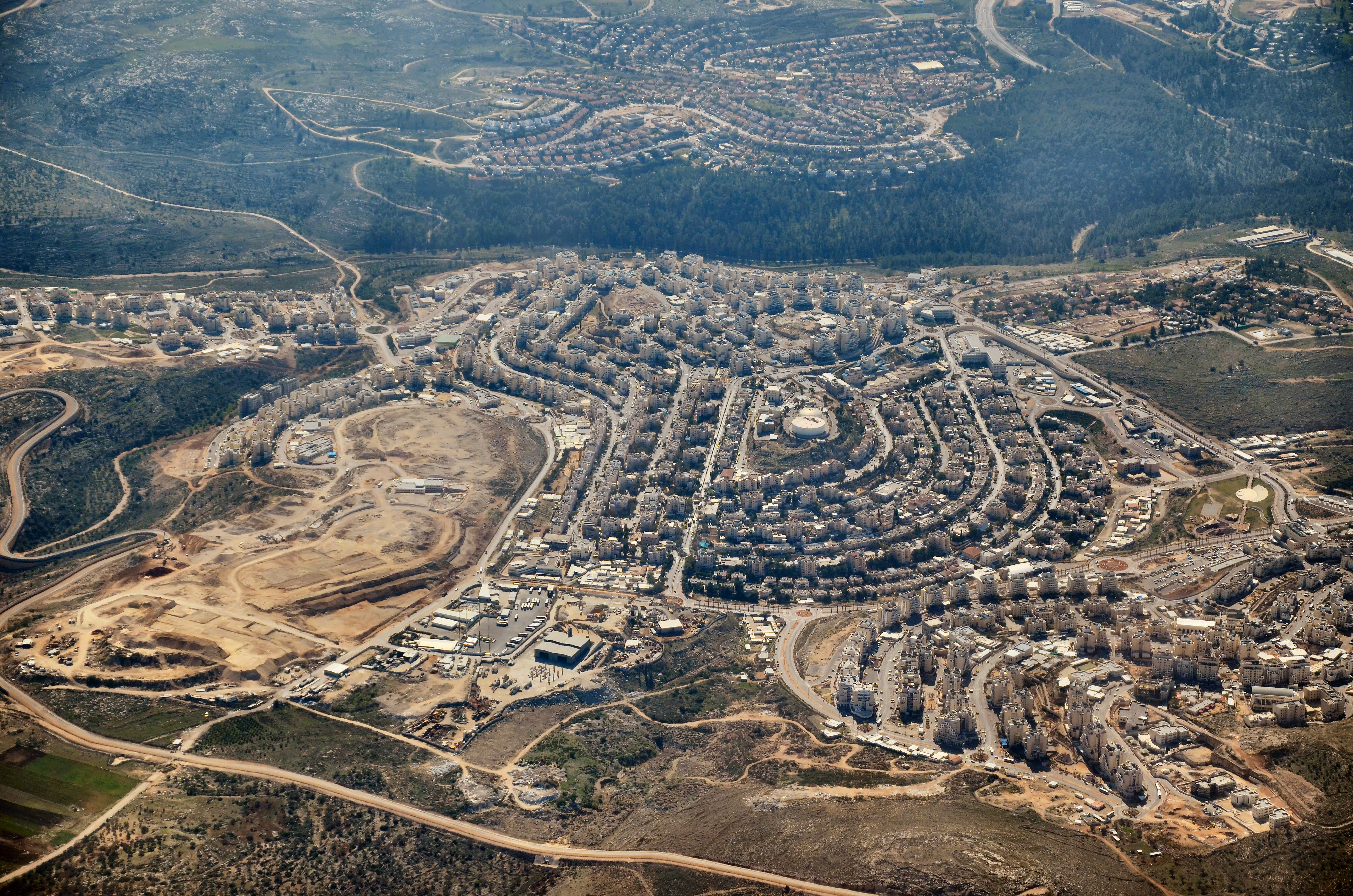
모디인일리트.

동예루살렘을 제외한 구획 C에는 이스라엘 정착민 385,000명과 팔레스타인 300,000명이 거주하고 있다. 비정부 기구인 노르웨이 난민 의회는, 이스라엘이 구획 C에서 팔레스타인인의 건축 시도를, 70%는 공식적으로 막고 있으며, 나머지 30%도 건설 허가를 얻는 것을 실질적으로 불가능하게 만들었다고 주장하였다.
이스라엘은 구획 C에서의 팔레스타인 건축물 건설과 정착촌 개발을 엄격하게 통제하고 있다.:5 2000년부터 2012년까지, 접수된 팔레스타인 건설 신청 3,750건 중 211건(5.6%)만이 통과되었으며, 이와 달리 이스라엘 정착촌 건설은 75% 가량이 특별한 허가 절차 없이 진행되었다.
유엔 인도주의 업무 조정국의 보고서에는 다음과 같은 내용이 실렸다.:3
공유지의 할당 등, 이스라엘 당국이 적용하는 계획 및 구역 제도는, 구획 C에서 팔레스타인인이 건축 허가를 얻는 것이 실질적으로 불가능하게 한다. 텐트나 담장과 같은 기본적인 주거 및 생활 구조물도 건축 허가가 필요하다.

또한, 이스라엘의 인권 단체 베첼렘의 보고서에는 다음과 같은 문구가 담겼다.
이스라엘은 팔레스타인 인구의 요구를 무시하며, 구획 C에서의 팔레스타인인 정착, 건설, 개발을 엄격히 제한하고 있다. 이 정책은 팔레스타인 거주민들이 매우 원시적인 생활 환경에서 살아가야 함을 의미한다. 이들은 주택을 짓거나 공동체를 개발하기 위한 모든 합법적인 수단을 거부당했기 때문에, 집이 철거당하거나, 추방되어 생계를 잃을 수 있다는 우려를 항상 겪고 있다.

이스라엘은 건축 허가를 받지 않은 건축물에 대해 주기적으로 철거 명령을 내리고 있다. 1998년부터 2014년까지, 이스라엘은 철거 명령 14,087건을 내렸는데, 실제로 집행된 것은 20% 정도에 불과하지만, 남은 철거 명령은 시효가 없어, 항상 불안한 상태에 놓여 있다.:3–5

### 건축물 철거
이스라엘의 인권 단체 베첼렘에 따르면, 이스라엘은 영국 위임통치령 시기의 법령에 근거하여 철거를 실시하나, 정작 위임통치령의 건설 허가 관련 법령은 준용하지 않고 있다.
이스라엘은 철거 조치가 점령 당시 점령국이었던 요르단의 법령과 합치하고, 헤이그 협약 제43조에 기제된 사항을 만족하며, 1995년 오슬로 협정에서 구획 C의 계획은 적절한 계획 의원회의 관할로 두기로 했다고 주장하며, 이를 근거로 철거 조치를 시행하고 있다.:3–4 또한 이스라엘은 철거 명령을 내린 주택은 폐쇄 군사 지역이나 사격 지역에 위치해, 거주민의 안전을 위한 것이라고도 주장하고 있다. 이스라엘은 서안 지구 전체 중 약 20% 가량을 폐쇄 군사 지역으로 지정했으며, 2010년까지 진행된 철거 명령 중 60%는 이 군사 지역에서 시행되었다. 하지만, 이스라엘의 군사 지역 선포는, 팔레스타인인이 토지에 접근할 수 없도록 군이 채택한 제도적인 장치에 불과하다는 비판은 지속적으로 제기되고 있다.
베첼렘은 민정청이 고고학 발굴지 인근이라거나, 근처의 팔레스타인 토지로 이동할 수 있다거나, 마을 자체가 '불법 건축물의 집합'이라는 이유를 대며 팔레스타인 마을 개발을 거부하고 있으며, 수십 년 간 마을 철거 명령을 내릴 때 이러한 사유를 들었다고 주장하였다.